# Tabanus nigricaudus
Tabanus nigricaudus är en tvåvingeart som beskrevs av Xu 1981. Tabanus nigricaudus ingår i släktet Tabanus och familjen bromsar. Inga underarter finns listade i Catalogue of Life.